# Tulpius gauchus
Tulpius gauchus là một loài nhện trong họ Salticidae.
Loài này thuộc chi Tulpius. Tulpius gauchus được Bauab & Ilka Maria Fernandes Soares miêu tả năm 1983.